# Ölkofer Ried
Das Ölkofer Ried ist ein mit Verordnung vom 28. April 1994 des Regierungspräsidiums Tübingen ausgewiesenes Naturschutzgebiet (NSG-Nummer 4.223) als auch Landschaftsschutzgebiet (LSG-Nummer 4.37.039) im Westen der Gemeinde Herbertingen und im Nordosten der Gemeinde Hohentengen im baden-württembergischen Landkreis Sigmaringen in Deutschland.

## Beschreibung
Beschrieben wird das Ölkofer Ried als eine „durch Grünland geprägte Kulturlandschaft, Brut-, Nahrungs- und Rastbiotop für spezialisierte Vogelarten, mit artenreichen, durch unterschiedliche Feuchtstufen bestimmte Wiesenvegetationen aus Röhrichten, Hochstaudengesellschaften und Laubholzbeständen, Stillgewässern mit Verlandungsgesellschaften und Streuwiesen.“

## Lage
Das rund 370 Hektar (Anteil Herbertingens = 19,9 % = 73,41 Hektar; Anteil Hohentengens = 80,1 % = 295,45 Hektar) große Naturschutzgebiet Ölkofer Ried gehört mit dem Landschaftsschutzgebiet naturräumlich zu den Donau-Ablach-Platten. Es liegt jeweils rund drei Kilometer nordöstlich der Hohentenger und südwestlich der Herbertinger Ortsmitte, in der Niederung der Ostrach vor ihrer Einmündung in die Donau, auf einer Höhe von etwa 550 m ü. NN.

## Schutzzweck
Wesentlicher Schutzzweck des Naturschutzgebiets Ölkofer Ried sind die Erhaltung und Förderung
- der durch Grünland geprägten gehölzfreien Kulturlandschaft als Brut-, Nahrungs- und Rastbiotop für die an solche Wiesenlandschaften gebundene Vogelwelt, insbesondere des vom Aussterben bedrohten Großen Brachvogels
- einer artenreichen, von unterschiedlichen Feuchtstufen bestimmten Wiesenvegetation
- von Röhrichten, Hochstaudengesellschaften sowie Laubholzbeständen, sofern dies den Zielsetzungen des Brachvogelschutzes nicht entgegensteht
- von Stillgewässern und deren Verlandungsgesellschaften als Lebensraum für Amphibien und Wasserinsekten
- von Streuwiesen und anderen Formen der extensiven Wiesennutzung

sowie die Pflege- und Gestaltungsmaßnahmen, die zu einer ökologischen Aufwertung des Gebietes führen.
Das Landschaftsschutzgebiet dient der Vermeidung nachteiliger Einflüsse auf das Naturschutzgebiet durch störende oder den Naturhaushalt beeinträchtigende Veränderungen der Umgebung.

### Partnerschutzgebiete
Die beiden Schutzgebiete Ölkofer Ried grenzen im Norden und Osten an den „Naturpark Obere Donau“.

## Flora und Fauna

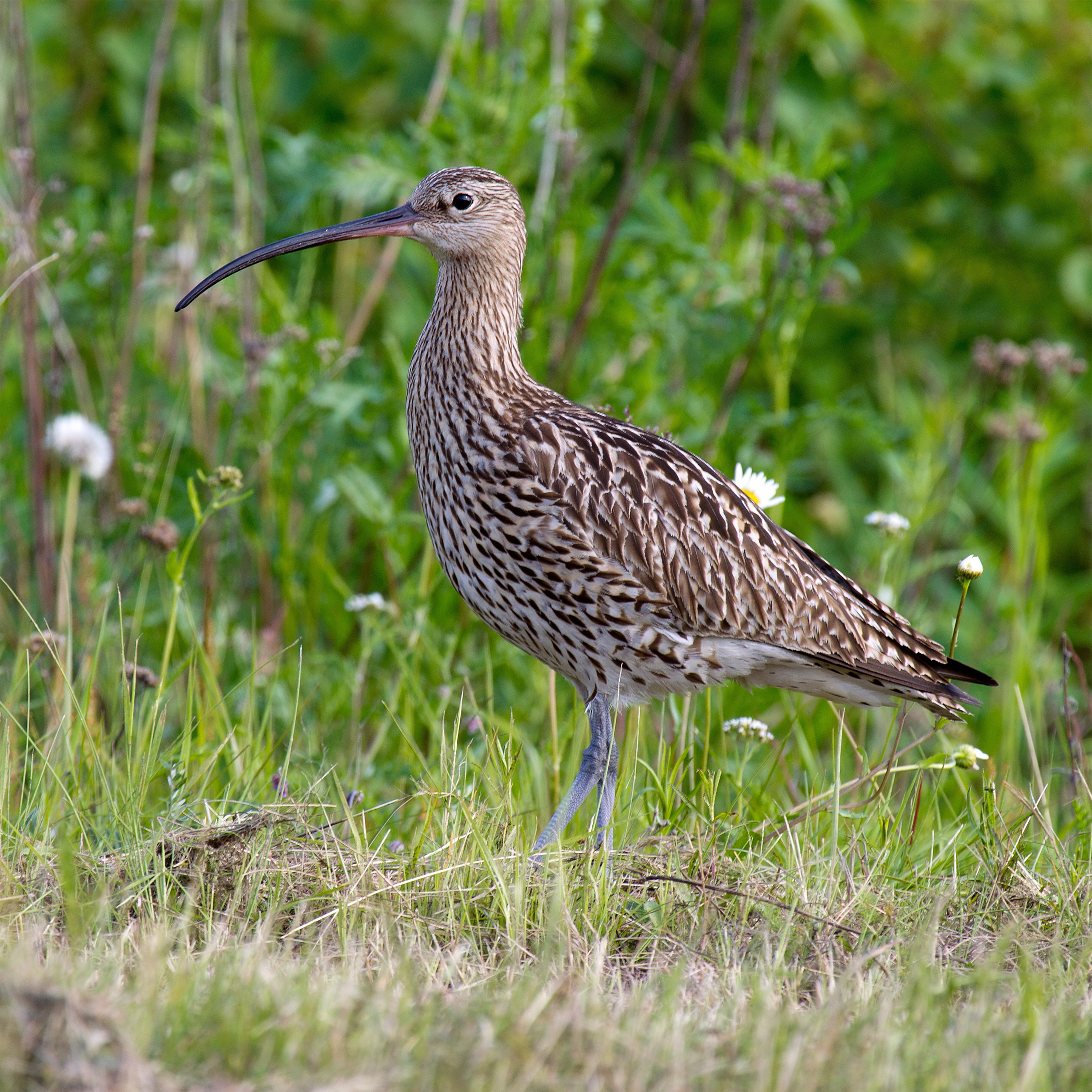
Großer Brachvogel (Numenius arquata)

### Flora
In den landwirtschaftlich nicht genutzten Flächen im Gewann Röthenbach befindet sich der botanisch interessanteste Bereich: Schilf‑, Hochstaudenbestände und Pfeifengraswiesen bieten Lebensraum für gefährdete Feuchtgebietspflanzen.

### Fauna
Das Ölkofer Ried ist vor allem als Reservat seltener und vom Aussterben bedrohter Vogelarten von Bedeutung. Braunkehlchen, der Große Brachvogel, Schafstelze und Weißstorch finden hier noch ein einigermaßen intaktes Brut- beziehungsweise Nahrungsrevier.